# Folicana tarda
Folicana tarda är en insektsart som beskrevs av Freytag 1979. Folicana tarda ingår i släktet Folicana och familjen dvärgstritar. Inga underarter finns listade i Catalogue of Life.